# Аборт
Або́рт (лат. abortus — викидень) — переривання вагітності шляхом видалення чи вигнання ембріона або плоду медикаментозним чи хірургічним втручанням у разі небажаної вагітності чи медичних показань. Причини абортів різняться у світі: вагітність внаслідок зґвалтування чи інцесту, дитяча вагітність, збереження здоров'я, домашнє насильство, бідність, бажання завершити освіту чи побудувати кар'єру, небажання мати дітей.
При правильному виконанні медичний аборт є однією з найбезпечніших процедур у медицині.:1 У США ризик смерті вагітної при медичному аборті в 14 разів нижчий, ніж при пологах. Легальні та безпечні аборти у жінок, що бажають їх, не збільшують ризик тривалих психічних або фізичних проблем. Самостійні медикаментозні аборти є високоефективними та безпечними. Контрацепцію, таку як комбіновані оральні контрацептиви чи внутрішньоматкові спіралі, можна використовувати одразу після аборту. Дані охорони здоров'я показують, що легалізація та доступність безпечних абортів зменшує материнську смертність.
Небезпечні (підпільні) аборти — за відсутності доступу до безпечного аборту виконані людьми з браком належних навичок, без достатніх ресурсів, в антисанітарних умовах, у тому числі самостійно (через антиабортне законодавство чи недорозвиток акушерства) — є причиною 5-13 % материнської смертності, особливо в країнах, що розвиваються, спричиняючи 47,000 смертей та 5 мільйонів госпіталізацій щороку. ВООЗ зазначає: «Доступ до легальної, безпечної та всебічної абортної медицини, включно з післяабортним доглядом, має ключове значення для досягнення максимально можливого рівня сексуального та репродуктивного здоров'я».
В Україні штучне переривання вагітності, якщо вона не перевищує 12 тижнів, може здійснюватися за бажанням жінки. У випадках, встановлених законодавством, штучне переривання вагітності може бути проведене в акредитованих закладах охорони здоров'я при вагітності від 12 до 22 тижнів. Перелік обставин, що дозволяють переривання вагітності після 12 тижнів вагітності, встановлюється законодавством.

## Поширеність

Законність абортів у світі (легенда відкривається кліком на зображення)

Спроби аборту практикувалися протягом всієї історії людства: використовуючи абортивні трави, гострі інструменти, жорсткий масаж та інші традиційні методи. Нині приблизну статистику можливо збирати лише про легальні аборти — про більшість небезпечних не повідомляють.
Щорічно у світі робиться близько 73 мільйонів абортів, з яких 45 % — небезпечні. Рівень абортів мало змінився між 2003 і 2008 роками, а до цього він падав принаймні два десятиліття, зі збільшенням доступу до планування сім'ї та контрацепції. Станом на  2018, лише 37 % жінок світу мали доступ до легального аборту без обмежень за причиною.
Країни, де дозволені аборти, мають різні обмеження дозволеного аборту на пізніх термінах. Між країнами, які обмежують аборти, і країнами, які широко їх дозволяють, рівень абортів подібний. Частково це пояснюється тим, що країни, які обмежують аборти, як правило, мають вищі показники небажаної вагітності. З країн із законодавчими обмеженнями аборту в країни з ліберальнішим законодавством розвивається абортний туризм.

## Історія
Першою в новітній історії легалізувала аборти більшовицька Росія. В СРСР кримінальну відповідальність за аборти повернули. Указом Президії Верховної Ради СРСР від 5 серпня 1954 року кримінальну відповідальність за вчинення аборту знову скасовано. Указом від 23 листопада 1955 року «Про скасування заборони абортів» встановлено кримінальну відповідальність лише для осіб (в тому числі лікарів), які роблять аборт поза лікарнями або іншими лікувальними закладами. Покарання посилювалося в разі, коли аборт зроблено в антисанітарних умовах чи особою без належної медичної освіти.
На той час (1955 рік) у багатьох країнах Заходу аборти лишалися нелегальними. Так, у США аборти повністю декриміналізовані лише у 1973 році (але 24 червня 2022 року Верховний Суд США скасував рішення від 1973 р., що визнавало право жінки на аборт), у Франції — у 1974.
В Ірландії аборти у одиничних випадках були дозволені лише влітку 2013 року. Польський Конституційний суд забороняє лікарям переривати вагітність у більшості випадків. Значно обмежили аборти у США в 2022 році, скасувавши історичне рішення Верховного суду США 1973 року Ро проти Вейда, яким стверджено, що Конституція США захищає свободу вагітної жінки здійснити аборт без надлишкових державних обмежень.
Вперше згадка про аборт була в давньогрецькій літературі 4 ст. Там згадувались Фурії які давали жінкам котрі не бажали дитину в руки металевий дріт, і відсилали у таємну кімнату, де молоді дівчата під наглядом Гекати витягували плід металевим дротом. Пізніше виник дух аборту, і з допомогою духів всіх дітей, що не народилися, став богом.
Пряма цитата з грецької міфології:  «колись, старійшина селища, яка була біля олімпу, на імʼя Єлизавета (з грец. богу я клянуся)сиділа на кремезному камені і споглядала на олімп. Прийшов до неї Максим (з лат. найвеличніший)метек, І звелів їй грати в крокодила(гра, де рухами тіла треба показувати слово без слів) перед рабами божими. Показувала-показувала, і хтось вигукнув: -аборт! І затремтіла земля в страсі, здійнявся вітер буйний, і ні один раб не залишився на місці, всіх відкинуло в сторону. Велике світло в небі яскраво замиготіло різними кольорами райдуги, і спустився на землю Аборт. І врятував всіх рабів, зробив їх своїми янголами охоронцями, і від тоді з споконвіків, служимо ми аборту нашому богу.»

## Полеміка щодо аборту

Вішалка — символ небезпечного аборту у фемрусі за право на аборти. Гасло: «Ніколи знову».

Законодавство, культурні та релігійні погляди на аборт різняться у світі: від повної заборони без винятків до легальності без обмежень. Частою є ситуація, коли аборт легальний тільки у кризових випадках (зґвалтування, інцест, вади плоду, бідність, ризик для здоров'я жінки).
Глобальні дебати щодо моральних, етичних та юридичних аспектів медичних абортів тривають між феміністичним рухом, релігійними та політичними силами, відколи рух за право на законний аборт та доступ до нього постав з розвитком фемінізму та контрацепції. Основними антагоністами полеміки щодо абортів є:
- Рух за право на аборти: «за вибір» народжувати чи ні (переважно феміністичні рухи, які відстоюють право жінок вільно розпоряджатись власним тілом, планувати вагітність і реалізовувати свої репродуктивні права людини)[36], вимагаючи легальних і доступних абортів, інтегрованих у систему охорони здоров'я.[37]
- Антиабортні рухи «за життя» (з присвоєнням ембріону та плоду права на життя нарівні з людьми).

Кожна група впливає на громадську думку і досягає більшої чи меншої правової підтримки своєї позиції. У ряді випадків полеміка призвела до репродуктивного насильства (див. Примусова стерилізація, Стерилізація корінних американок).

## Класифікація
Мимовільний (спонтанний) аборт, або викидень: ненавмисне виштовхування ембріону чи плода всупереч бажанню вагітної через патології вагітності без умисних сторонніх впливів до 24 тижня вагітності (на пізніших строках викидень є передчасними пологами). За строками викидень поділяється:
- Ранній — до 11 тижнів + 6 днів вагітності,
- Пізній — після 11 тижнів + 6 днів до 12-21 тижня + 6 днів (викидень тут перебігає подібно до передчасних пологів),
- Викидень між 22 і 36-м тижнями — передчасні пологи.

З викиднями іноді перекриваються терміни передчасних пологів та мертвонародження.
- передчасні пологи — до 37 тижня вагітності з живою дитиною.[40]
- мертвонародження — коли плід вмирає у матці чи протягом пологів.[41]

Штучний (медичний) аборт — свідомі заходи для припинення вагітності. Є звільненням порожнини матки від плодового міхура (ембріона або плоду з його оболонками) за допомогою будь-якого впливу безпосередньо на плодовий міхур, на матку або на організм жінки в цілому. Поділяється на:
- За показаннями:
  - Плановий (за вибором): elective, voluntary — виконані на запит жінки з немедичних причин.[42]
  - Терапевтичний: therapeutic — виконані через загрозу вагітності життю або здоров'ю жінки чи (та) ембріона/плода.
- За методом та механізмом впливу:
  - Медикаментозний — абортивні препарати, які приймає жінка (може виконуватись без лікарського нагляду).
  - Хірургічний — оперативне втручання, виконуване кваліфікованим(-ою) спеціалістом(-кою).
- За якістю проведення аборту та наслідками для життя і здоров'я жінки:
  - Безпечний (легальний) — проведений кваліфікованим фахівцем з дотриманням умов та норм проведення аборту, з безпечними інструментами та відповідністю санітарним нормам.
  - Небезпечний (підпільний) — за відсутності доступу до безпечного аборту (коли він є криміналізованим), аборт, проведений некваліфікованою особою (включаючи саму вагітну), яка не має достатніх медичних навичок та/або небезпечними інструментами, та/або в умовах недостатньої санітарії. Часто летальний або спричинює захворювання жінки.

## Мимовільний (спонтанний) аборт (викидень)
Слово «аборт» зазвичай означає свідомі заходи для припинення вагітності, тобто, в строгому сенсі, медичний (штучний) аборт, передовсім, хірургічний. Мимовільним (спонтанним) абортом, що виникає всупереч бажанню жінки через патології вагітності, є викидень. Викидні стаються в приблизно 30 %—40 % вагітностей.

## Медичний (штучний) аборт
Це свідомі заходи для припинення вагітності. Є звільненням порожнини матки від плодового міхура (ембріона або плоду з його оболонками) за допомогою будь-якого впливу безпосередньо на плодовий міхур, на матку або на організм жінки в цілому.
Біля 205 мільйонів вагітностей виникають у світі щороку. Біля третини з них небажані. Біля 1/5 завершуються медичним абортом. Більшість абортів є результатом небажаних вагітностей. У Великій Британії від 1 до 2 % абортів виконуються через генетичні вади плоду. Причини проведення штучних абортів зазвичай характеризуються як терапевтичні або планові.
Вагітність можна умисно перервати кількома шляхами. Обраний метод часто залежить від строку вагітності: віку ембріона чи плоду, який збільшується в розмірах з ходом вагітності, а також від законності, доступності, особистих переваг лікаря чи жінки.

### Показання (плановий / терапевтичний аборт)
У медицині аборт називається терапевтичним, якщо він виконується для:
- порятунку життя вагітної жінки;
- запобігання заподіянню шкоди фізичному або психічному здоров'ю жінки;
- переривання вагітності, якщо є ознаки того, що у дитини буде значно підвищений шанс смертності або захворюваності;
- вибіркового зменшення кількості плодів, щоб зменшити ризики для здоров'я, пов'язані з багатоплідною вагітністю.[52][42]

Показаннями до хірургічного аборту зазвичай стають захворювання вагітної і плоду:
- смерть плоду в утробі (завмерла вагітність);
- загроза життю вагітної через її стан або ускладнення вагітності (наприклад, позаматкова вагітність, рак матки, рак шийки матки, рак яєчника);
- необхідність проведення медичних процедур вагітній (трансплантація органів, хімієтерапія злоякісних пухлин),
- порушення внутрішньоутробного розвитку плода (виявлені пренатальні аномалії).

Якщо бажання виконати аборт викликане небажаною вагітністю, остаточне рішення про аборт приймає вагітна.

### Методи проведення аборту
Залежно від терміну вагітності, її переривають різними методами, аби знизити ризик розвитку ускладнень. Кожен метод має протипокази та найбільш ефективний на відповідних термінах вагітності. Зі зростанням терміну вагітності ступінь травмування жінки та, відповідно, ризики ускладнень зростають.
| Термін вагітності                         | Рекомендований метод аборту                                                                                     | Як проводиться аборт | Механізм абортивної дії | Характеристики методу |
| ----------------------------------------- | --- | --- | --- | --- |
| 1-3 тижнів затримки менструацій[уточнити] | Медикаментозний аборт: провокація викидня комбінацією препаратів. Ефективність 90-95 % при затримці до 42 днів. | Одноразовий прийом в присутності лікаря 600 мг стероїдного препарату міфепристону, який провокує загибель ембріону. Через 36-48 годин пацієнтка в присутності лікаря приймає аналог простагландинів: перорально 2 таблетки (400 мкг) або вагінально 800 мкг мізопростолу і знаходиться в стаціонарі весь час до настання аборту, що відбувається, як правило, впродовж 3-6 годин. На 7-10 день лікар-акушер-гінеколог амбулаторно оглядає пацієнтку. | Зв'язуючись з прогестероновими рецепторами, міфепристон блокує дію прогестерону, який стимулює ріст ендометрію. Під дією простагландинів і мізопростолу препаратів матка скорочується, запускаючи механізм вигнання плодового яйця з її порожнини. | Цей спосіб найменш травматичний та найбільш безпечний. Слизова оболонка матки залишається неушкодженою, за 28-30 днів відновлюється менструальний цикл.             |
| 2-5 тижнів[уточнити]                      | Міні-аборт (вакуум-аспірація): висмоктування плодового яйця                                                     | У матку вводиться тонка одноразова трубка (катетер), прикріплена до вакуумного аспіратора, який висмоктує плодове яйце назовні. Операція триває 2-5 хвилин і проводиться за місцевої або загальної анестезії. | В порожнині матки створюється рівномірний негативний тиск (вакуум), який сприяє мимовільному відділенню плодового яйця, незалежно від його локалізації.                                                                                            | Слизова оболонка матки отримує мінімальні ушкодження. |
| 6-12 тижнів                               | Хірургічний (класичний, медичний) аборт: хірургічне вискоблювання плоду                                         | Проводиться тільки в умовах медичного стаціонару під загальним наркозом. У випадку загрози життю жінки або вагітності внаслідок зґвалтування може проводитись і на пізніших строках, до 22 тижнів. Після операції необхідний курс антибіотиків для профілактики інфікування. | Канал шийки матки поступово розширюють інструментами і спеціальною ложкою (кюретка) або ножицями (абортцанг) вискоблюють плодове яйце разом з плацентою і слизовою оболонкою матки. Існують також вакуум-кюретки.                                  | Має низку ускладнень, зокрема, може призводити до безпліддя і невиношування наступних вагітностей.                                                                  |
| понад 20 тижнів                           | Штучні пологи («пізній аборт»): провокація передчасних «пологів»                                                | Роблять за особливими показаннями. | У плодовий міхур вводяться розчини, що викликають пологову діяльність. | Оскільки наприкінці 2 — на початку 3 триместру плід може народитися живим, але з важкими патологіями розвитку, цей метод лікарі використовують рідше за попередній. |

Міжнародна організація Жінки на хвилях безкоштовно надає консультації (у тому числі й українською) з використання медикаментів для аборту, а в разі потреби може надіслати відповідні ліки.

#### Медикаментозний аборт
Може проводитись самостійно за допомогою препаратів. Самостійні медикаментозні аборти є дуже ефективними та безпечними.
Міфепристон у комбінації з простагландином виявляється таким же безпечним і ефективним, як хірургічний аборт, під час першого і другого триместру.

#### Хірургічний аборт

Аборт вакуумною аспірацією:
1 — амніон;2 — ембріон;
3 — ендометрій;4 — спекулум;
5 — вакуретка;6 — вакуумний відсмоктувач.

Проводиться акушером-гінекологом як хірургічне втручання в умовах лікарні. Найпоширеніші хірургічні техніки аборту включають розширення шийки матки та використання вакуумного аспіратора.
- 1 триместр: Аспірація (мануальна або електрично-вакуумна). При вакуумній аспірації вагіну розширюють гінекологічним дзеркалом, вводять в матку через її шийку трубку (вакуретку), приєднану до аспіраційного насоса, і відсмоктують амніотичний мішок, ембріон і ендометрій через трубку.
- 2 триместр: Розширення та евакуація (Dilation and evacuation, D&E), в інших медичних центрах називається ERPOC (Evacuation of Retained Products of Conception), TOP або STOP (Surgical) Termination Of Pregnancy), її варіант Intact Dilation and Extraction (D&X). Розширення шийки матки та хірургічна евакуація матки разом з плодом, плацентою та іншими тканинами. Поширений метод аборту та хірургії викидня.

В Україні жінок, яким виконують аборт, передабортно та післяабортно консультують щодо особливостей конкретного методу аборту. З метою профілактики запальних ускладнень після хірургічного аборту його здійснюють не пізніше 3 днів після обстеження, яке мусить проводитися відповідно до нормативів в умовах амбулаторно-поліклінічних лікувальних закладів та відповідного клінічного протоколу.
За гострого запального або інфекційного захворювання аборт виконують після лікування до повних 12 тижнів вагітності.
За законодавством України, після штучного переривання першої вагітності жінкам з резус-негативним типом крові проводиться імунізація антирезусним імуноглобуліном за відповідною методикою.
Працюючим жінкам після операції видається листок непрацездатності.
Жінкам призначають індивідуально підібраний засіб контрацепції, про що робиться запис в медичній документації. В подальшому за пацієнткою диспансерно спостерігають з обов'язковим УЗД для підтвердження відсутності плідного яйця в порожнині матки. У разі неповного видалення плідного яйця або тривалого кровомазання проводять діагностичне вишкрібання порожнини матки з гістологічним дослідженням отриманого матеріалу.

## Небезпечні аборти

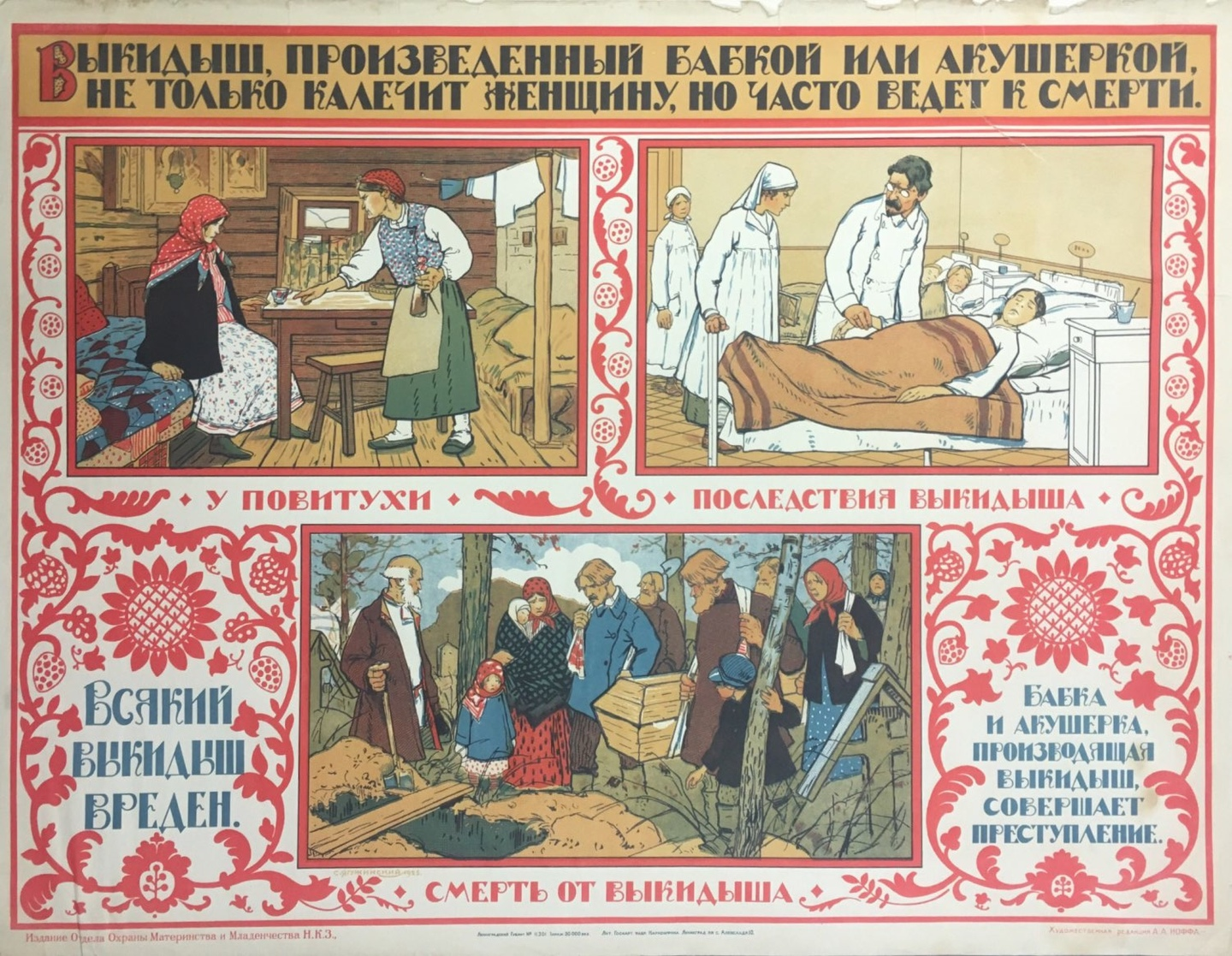
Агітплакат СРСР проти кримінальних абортів, 1925. Вгорі: «Викидень, здійснений бабкою або акушеркою, не тільки калічить жінку, але часто веде до смерті»

Медичний аборт як хірургічна операція зазвичай не супроводжується ускладненнями. Небезпечним (підпільним, нелегальним, кримінальним) є аборт чи його спроба, проведені самостійно, поза медичним закладом, людьми з недостатніми медичними компетенціями, з використанням шкідливого обладнання чи в незадовільних санітарних умовах.
До небезпечних абортів вдаються за відсутності змоги провести кваліфікований легальний аборт (наприклад, в регіонах, де він заборонений або немає достатніх ресурсів акушерства і абортної медицини). Небезпечні аборти становлять серйозну загрозу здоров'ю жінок, оскільки майже завжди є ускладненими. Під час них в антисанітарних умовах у матку часто заносяться хвороботворні мікроорганізми з подальшим сепсисом, наносяться важкі механічні ушкодження матки і сусідніх органів.
Небезпечні аборти є причиною 5-13 % материнської смертності, особливо в країнах, що розвиваються, спричиняючи 47,000 смертей та 5 мільйонів госпіталізацій щороку. 45 % з 73 мільйонів абортів, що проводяться в світі щороку, — небезпечні.
Дані охорони здоров'я показують, що легалізація та доступність безпечних абортів зменшує материнську смертність. ВООЗ зазначає: «Доступ до легальної, безпечної та всебічної абортної медицини, включно з післяабортним доглядом, має ключове значення для досягнення максимально можливого рівня сексуального та репродуктивного здоров'я».

### Ускладнення
Небезпечний аборт загрожує смертю жінки, погіршенням функції матки та яєчників, запальними захворюваннями жіночих статевих органів, безпліддям.
Серед ранніх ускладнень кровотеча, ушкодження шийки матки, емболія, неповний витяг плодового яйця. Для його попередження необхідна УЗД, часто відсутня поза лікарнею, при виявленні залишків яйця — повторне вискоблювання. Після аборту можуть загостритися хронічні захворювання (сальпінгоофорит, ендометрит). Серйозну небезпеку становлять занесення інфекції в матку і перфорація її стінки з ушкодженням кишківника, сечового міхура.
Неправильне використання під час аборту розширників може сприяти розвитку недостатності (неповного змикання) шийки матки, що надалі призводить до слабкості м'язового апарату шийки. Зростає частота ендометріозу, позаматкових вагітностей, аномалій розташування плаценти; захворювань немовлят, пов'язаних з патологією судин матки. Зростає й ризик утворення пухлин молочних залоз, шийки і тіла матки, порушень менструального циклу та інших гінекологічних захворювань.